# Aleksandar Sarowni
Aleksandar Sarowni (bulgarisch Александър Заровни, engl. Transkription Aleksandar Zarovni; * 20. Februar 1975) ist ein ehemaliger bulgarischer Biathlet.
Aleksandar Sarowni bestritt in der Saison 2002/03 seine ersten internationalen Rennen im Biathlon-Europacup. Bei seinem ersten Rennen, einem Sprint in Windischgarsten, verpasste er als 33. noch knapp um drei Ränge die Punktplatzierungen, gewann aber im folgenden Verfolgungsrennen als 23. erstmals Punkte. Seine beste Platzierung in der Rennserie erreichte er noch in derselben Saison als 19. eines Einzels in Ridnaun. 2003 lief er in Ruhpolding auch seine ersten Rennen im Weltcup, wo er 59. des Sprints und 57. der Verfolgung wurde. In Östersund wurde er kurz vor den Biathlon-Europameisterschaften 2003 47. eines Verfolgers und erreichte damit seine beste Platzierung im Weltcup. Bei den Europameisterschaften in Forni Avoltri wurde Sarowni 46. in Sprint und Verfolgung, das Einzel beendete er nicht. Es folgten die Biathlon-Weltmeisterschaften 2003 von Chanty-Mansijsk, bei denen der Bulgare 70. des Einzels und 80. des Sprints wurde. 2004 nahm er in Oberhof zum zweiten Mal an Weltmeisterschaften teil, wo er 74. des Einzels und 85. des Sprints wurde und damit seine Leistungen aus dem Vorjahr in etwa wiederholte. Abschluss der internationalen Karriere wurden die Biathlon-Europameisterschaften 2004 in Minsk. In Weißrussland belegte Sarowni die Ränge 29 im Einzel sowie 33 in Sprint und Verfolgung. Zudem lief er das einzige Staffelrennen seiner Karriere bei einer internationalen Meisterschaft und wurde an der Seite von Michail Kletscherow, Witalij Rudentschik und Kiril Wassilew Neunter.

## Biathlon-Weltcup-Platzierungen
Die Tabelle zeigt alle Platzierungen (je nach Austragungsjahr einschließlich Olympische Spiele und Weltmeisterschaften).
- 1.–3. Platz: Anzahl der Podiumsplatzierungen
- Top 10: Anzahl der Platzierungen unter den ersten zehn (einschließlich Podium)
- Punkteränge: Anzahl der Platzierungen innerhalb der Punkteränge (einschließlich Podium und Top 10)
- Starts: Anzahl gelaufener Rennen in der jeweiligen Disziplin

| Platzierung         | Einzel | Sprint | Verfolgung | Massenstart | Staffel | Gesamt |
| ------------------- | ------ | ------ | ---------- | ----------- | ------- | ------ |
| 1. Platz            |        |        |            |             |         |        |
| 2. Platz            |        |        |            |             |         |        |
| 3. Platz            |        |        |            |             |         |        |
| Top 10              |        |        |            |             |         |        |
| Punkteränge         |        |        |            |             |         |        |
| Starts              | 6      | 10     | 2          |             |         | 18     |
| Stand: Karriereende |        |        |            |             |         |        |